# Arthur Allman Bullock
Arthur Allman Bullock  ( 1906 - 1980 ) fue un botánico inglés. Desarrolló una proficua labor científica en Kew Gardens, comenzando como Asistente en 1929 hasta llegar a Científico Principal.
Entre 1949 y 1951 realizó intensas recolecciones en Tanzania y en Zambia.

## Algunas publicaciones
- O. A. Leistner (ed.) Flora of Southern Africa. Bibliography of South African botany (hasta 1951). 1978

- Notes on African Asclepiadaceae VII. En: Kew Bull. 10, 1955, pp. 611–626

## Honores

### Eponimia
Género
- (Rubiaceae) Bullockia (Bridson) Razafim., Lantz & B.Bremer[2]

Especies (20 registros)
- (Cyperaceae) Carex bullockiana Nelmes[3]

- (Fabaceae) Vachellia bullockii (Brenan) Kyal. & Boatwr.[4]

- (Myrtaceae) Syzygium bullockii (Hance) Merr. & L.M.Perry[5]
- La abreviatura «Bullock» se emplea para indicar a Arthur Allman Bullock como autoridad en la descripción y clasificación científica de los vegetales.[6]

Realizó una pródiga producción en la identificación y clasificación de nuevas especies: 509 registos IPNI; los que publicaba habitualmente en :
- Bull. Misc. Inform. Kew; Bot. J. Linn. Soc.; For. Fl. N. Rhodes.; Kew Bull.; Hooker's Icon. Pl.; Acta Bot. Neerl.